# Beco
Al segle xviii, un beco era un immigrant temporal italià (sobretot piemontès i llombard) instal·lat a Catalunya com a hostaler, taverner, artista (marionetista, saltimbanqui) o pastisser. Els becos sostenien una dura competència amb els gremis catalans.
Per extensió, també s'anomenaven així les tavernes o hostals regentats per aquests italians a la zona de Barcelona.